# Ich dich auch!
Ich dich auch! ist eine deutsche Fernsehserie, die für ZDFneo produziert wird und auf der britischen Serie Him & Her (2010–2013) basiert.
Erstmals online abrufbar war die Serie ab dem 10. Februar 2022 in der ZDFmediathek. Auf ZDFneo hatte sie am 15. Februar 2022 TV-Premiere.
2022 wurde eine zweite Staffel mit den gleichen Hauptpersonen gedreht. Die 2. Staffel ist seit dem 26. Mai 2023 in der ZDFmediathek verfügbar. Die Erstausstrahlung erfolgte ab dem 6. Juni 2023 bei ZDFneo. Die Dreharbeiten für 8 Episoden der dritten Staffel begannen im Januar 2024 und endeten am 16. März 2024. Sie ist seit dem 2. Oktober 2024 in der ZDFmediathek zu sehen und wurde ab dem 8. Oktober 2024 auf ZDFneo gesendet. Die Fertigstellung der Dreharbeiten der vierten Staffel ist für Ende August 2025 geplant.

## Handlungsüberblick
Caro und Yannik verbringen ihre Zeit gemeinsam bei ihm zu Hause. Am liebsten würden sie ununterbrochen den ganzen Tag im Bett verbringen und sich von Pizza und anderem Fertigessen ernähren. Unpraktischerweise wird ihre Zweisamkeit durch ständig ein- und ausgehende Familie, Freunde und Nachbarschaft massiv gestört.
Durch die Erzählweise wird nicht nur die Beziehung zwischen Caro und Yannik thematisiert, sondern auch die Herausforderungen des modernen Lebens. Die ständigen Störungen führen zu einem Spiel aus Missverständnissen, peinlichen Situationen und herzlichen Momenten.

## Besetzung
Hauptdarsteller
| Schauspieler       | Rolle                                  | Folgen | Bemerkungen |
| ------------------ | -------------------------------------- | ------ | --- |
| Rojan Juan Barani  | Yannik Stefan                          | 24     | Freund von Caro; bester Freund von Sven; Sohn von Elli, Claudia und Karim; Halbbruder von Yonas; Nachbar von Tüffi, Dave und Sam |
| Meriel Hinsching   | Caro Golaszewski                       | 24     | Freundin von Yannik; Tochter von Marion und Jákub; Schwester von Svenja; Nachbarin von Tüffi, Dave und Sam                       |
| Leonie Wesselow    | Svenja Nüsslein-Golaszewski            | 20     | Schwester von Caro; Ehefrau von Sven; Tochter von Marion und Jákub                                                               |
| Sven Daniel Bühler | Sven Nüsslein                          | 19     | Ehemann von Svenja; bester Freund von Yannik; Affäre von Dave                                                                    |
| Daniel Zillmann    | Tüwald „Tüffi“ Freiherr von Issendorff | 18     | Freund von Jackie; Nachbar von Yannik, Caro, Dave und Sam; Ex-Freund von Anita                                                   |
| Nagmeh Alaei       | Jaqueline „Jackie“ Manuela Seifert     | 17     | Freundin von Tüffi; Mutter von Nicolai                                                                                           |
| Manon Straché      | Marion Golaszewski                     | 8      | Mutter von Caro und Svenja; Ehefrau von Jákub; Schwiegermutter von Sven                                                          |
| Rolf Berg          | Jákub Golaszewski                      | 6      | Vater von Caro und Svenja; Ehemann von Marion; Schwiegervater von Sven                                                           |
| Charlotte Bohning  | Claudia Stefan                         | 6      | Mutter von Yannik und Yonas (leiblich)                                                                                           |
| Nadine Wrietz      | Elli Stefan                            | 6      | Mutter von Yannik (leiblich) und Yonas                                                                                           |
| Malcolm Henry      | Dave                                   | 6      | Bestatter; Affäre von Sven; Nachbar von Yannik, Caro, Tüffi und Sam                                                              |

Nebendarsteller
| Schauspieler          | Rolle            | Folgen | Bemerkungen                                       |
| --------------------- | ---------------- | ------ | ------------------------------------------------- |
| Florian Kiesow        | n. a.            | 1      | Paketbote                                         |
| Florian Kiesow        | n. a.            | 2      | Essenslieferant                                   |
| Florian Kiesow        | n. a.            | 1      | Feuerwehrmann                                     |
| Liliom Lewald         | Kewani (Peter)   | 1      | Untermieter von Yannik                            |
| Melodie Simina        | Smilla           | 1      | Essenslieferantin                                 |
| Mitsou Jung           | Isabella Schmidt | 3      | Ex-Freundin von Yannik                            |
| Fabian Baecker        | Hauke            | 1      | Strategiespiel-Partner von Tüffi und Benni        |
| Cedric Sprick         | Bennie           | 1      | Strategiespiel-Partner von Tüffi und Hauke        |
| Akym Nasir            | Nicolai Seifert  | 1      | Sohn von Jackie                                   |
| Eskindir Tesfay       | Karim            | 1      | Vater von Yannik und Yonas                        |
| Anja Schneider        | Anita            | 1      | Ex-Freundin von Tüffi                             |
| Mariano Vivenzio      | n. a.            | 1      | Handwerker                                        |
| Fabi Rommel           | Bestatter        | 1      | Bestatter                                         |
| n. a.                 | Shawn Schmidt    | 1      | Sohn von Isabella                                 |
| Kimberly Natasha Ali  | Sam              | 2      | Nachbarin von Yannik, Caro und Tüffi              |
| Mariele Millowitsch   | Frau Schmidtke   | 1      | Vermieterin von Yannik, Caro, Tüffi, Dave und Sam |
| Marlene-Sophie Haagen | Ricky            | 1      | Bauarbeiterin                                     |
| Simon Stäblein        | Hagen            | 1      | Bewerber für eine Wohnung                         |
| Svenja Ingwersen      | n. a.            | 1      | Bewerberin für eine Wohnung                       |
| Ferdi Özten           | n. a.            | 1      | Bewerber für eine Wohnung                         |
| Matthias van den Berg | n. a.            | 1      | Bewerber für eine Wohnung                         |
| n. a.                 | n. a.            | 1      | Bewerber für eine Wohnung                         |
| n. a.                 | n. a.            | 1      | Bewerberin für eine Wohnung                       |
| n. a.                 | n. a.            | 1      | Affäre von Dave                                   |

## Episodenliste

### Staffel 1
| Lfd. Nr. | Nr. | Titel            | Länge  | Veröffentlichung |
| -------- | --- | ---------------- | ------ | ---------------- |
| 01       | 01  | Das F-Wort       | 25 min | 10. Februar 2022 |
| 02       | 02  | Das Dickpic      | 25 min | 10. Februar 2022 |
| 03       | 03  | Das Svadhisthana | 25 min | 10. Februar 2022 |
| 04       | 04  | Das Paket        | 25 min | 10. Februar 2022 |
| 05       | 05  | Das May-Fest     | 25 min | 10. Februar 2022 |
| 06       | 06  | Die Bombe        | 25 min | 10. Februar 2022 |
| 07       | 07  | Der Delfin       | 25 min | 10. Februar 2022 |
| 08       | 08  | Der Schichtsalat | 25 min | 10. Februar 2022 |

### Staffel 2
| Lfd. Nr. | Nr. | Titel           | Länge  | Veröffentlichung |
| -------- | --- | --------------- | ------ | ---------------- |
| 09       | 01  | Der Pömpel      | 25 min | 26. Mai 2023     |
| 10       | 02  | Die Tasse       | 25 min | 26. Mai 2023     |
| 11       | 03  | Der Pfeil       | 25 min | 26. Mai 2023     |
| 12       | 04  | Der Knubbel     | 25 min | 26. Mai 2023     |
| 13       | 05  | Das Amuse Geil  | 25 min | 26. Mai 2023     |
| 14       | 06  | Der Dosenöffner | 25 min | 26. Mai 2023     |
| 15       | 07  | Der Teig        | 25 min | 26. Mai 2023     |
| 16       | 08  | Der Nachbar     | 25 min | 26. Mai 2023     |

### Staffel 3
| Lfd. Nr. | Nr. | Titel          | Länge  | Veröffentlichung |
| -------- | --- | -------------- | ------ | ---------------- |
| 17       | 01  | Die Lücke      | 25 min | 2. Oktober 2024  |
| 18       | 02  | Das Höschen    | 25 min | 2. Oktober 2024  |
| 19       | 03  | Die Bumsbude   | 25 min | 2. Oktober 2024  |
| 20       | 04  | Das Hummelchen | 25 min | 2. Oktober 2024  |
| 21       | 05  | Das Herz       | 25 min | 2. Oktober 2024  |
| 22       | 06  | Der Unfall     | 25 min | 2. Oktober 2024  |
| 23       | 07  | Der Dreier     | 25 min | 2. Oktober 2024  |
| 24       | 08  | Der QR Code    | 25 min | 2. Oktober 2024  |

## Handlung im Einzelnen

### Folge 1 (Das F-Wort)
Morgens, Caro und Yannik sind noch im Bett, ruft Svenja schon an. Parallel steht Tüffi mit E-Rollern vor der Tür, da er Geld dafür erhält, wenn er sie auflädt, jedoch selbst nicht ausreichend Steckdosen bereit hat. Svenja und Sven haben sich angekündigt. Mit den Rollern haut er die Sicherungen raus. Gestern waren Sven und Svenja auf einer Geburtstagsparty von dem neuen Freund von Isabella Schmidt, der Ex von Yannik. Svenja ist noch voll durch von gestern. Der Autohändler Sven trinkt bei Yannik ein Bier und sagt, dass er sich eh krankmelden wird. Die Mädels wollen das WLAN-Passwort, doch Yannik will es nicht rausrücken. Sven verriet Yannik, dass er gestern auf der Party mit Isabella rumgemacht hat, die keine Unterwäsche trug. Yannik fand das nicht cool, da Sven und Svenja eine feste Beziehung führen. Tüffi bekam in Fetzen mit, dass jemand keine Unterwäsche trägt. Die Frage, ob Yannik und Caro jetzt zusammen sind, steht im Raum, wobei sich Svenja auch fragt, wie gut Yannik untenrum gebaut ist. Zur Antwort genötigt, sagt Yannik „normalgroß“, was natürlich hinterfragt wird. Da Sven gestern auf der Party eine halbe Stunde im Bad verbrachte, vermutet Svenja, er hätte gekotzt, was er verneint. Um Sven zu unterstützen, sagt Yannik, er hätte gestern in die Hosen gemacht. Als Sven daraufhin behauptet, dass dies geschehen sei, weil er den Nudelsalat nicht vertragen hat, sagt er auch, dass er gestern derjenige war, der daraufhin keine Unterwäsche trug. Svenja macht sich daraufhin Sorgen und macht ihm klar, dass er trockenen Toast essen und sich krankmelden müsse. Caro und Yannik sind endlich allein und einigen sich, dass sie nun fest zusammen sind. Er gibt zu, dass sein WLAN-Passwort „Isabella Schmidt“ ist, er dieses aber nicht zu ändern vermag, jedoch längst „Caro-Caro-Caro“ verwenden würde.

### Folge 2 (Das Dickpic)
Es ist Yanniks Geburtstag und Caro möchte ihn gern verwöhnen. Um 11:12 Uhr ist das jedoch keine so gute Idee. Um 11:13 Uhr ist er geboren und bekommt traditionell einen Anruf seiner Mütter. Svenja schickt Caro versehentlich ein Dickpic von Sven. Eigentlich wollte sie ihr einen potentiellen Verlobungsring senden, den Sven von seiner Oma erbte. Svenja ist total überzeugt und voll unter Strom, in Vorfreude auf einen Heiratsantrag von Sven. Dieser hat jedoch keineswegs vor sich jetzt zu binden und möchte stattdessen den Ring versetzen und sich eine gebrauchte 500er zuzulegen. Tüffi der vom Einkaufen zurückkommt, muss dringend auf die Toilette. Da er seine Schlüssel auf dem Weg nach oben unerreichbar in eine Einkaufstüte fallen lässt, entscheidet er sich Yanniks WC zu benutzen. Zurück auf dem Flur trifft er auf Jackie die früher Svenja und Caro gebabysitted hat. Da er das WC nicht sofort freigeben möchte, verwickelt er Jackie in ein Gespräch, in dem er erfährt, dass sie Schwierigkeiten mit ihren neuen harten Kontaktlinsen hat. Svenja möchte ihre bevorstehende Verlobung vorfeiern und ist enttäuscht, dass ihr Tüffi nicht vor der Verlobung gratulieren möchte. Da Tüffi den Geburtstag von Yannik vergessen hat, improvisiert er und verschenkt seinen eigenen aufblasbaren Sessel. Sven erfährt, dass Svenja seinen Antrag erwartet und ist außer sich. Bevor er jedoch einen Plan fassen kann, um den Antrag herumzukommen, wird er von Svenja mit dem Ring in der Hand erwischt. Nun ist er zum Antrag vor versammelter Mannschaft „gezwungen“ und stellt ihn. Vor laufender Kamera nimmt Svenja begeistert an, wobei Sven vollkommen niedergeschlagen einen emotionalen Zusammenbruch erlebt und sich von Yannik trösten lässt. Alle machen gemeinsam ein Verlobungsselfie, um einen Post hochzuladen, wobei Jackie jedoch versehentlich das Dickpic hochlädt.

### Folge 3 (Das Svadhisthana)
Während Yannik mit Caro übers Wochenende auf eine Hochzeit fahren wollen, hat Yannik seine Wohnung an Peter alias Kevani vermietet. Obwohl sommerliche Temperaturen zu erwarten sind packt Yannik seinen Koffer mit ausreichend Winterkleidung mit hochprozentigen Alkoholika. Als Peter vor der Tür steht und sich als Kevani vorstellt, kommt Tüffi hinzu und sagt, dass er Yanniks Wertsachen mit zu sich nehmen will, da man dem fremden Peter nicht trauen sollte. Durch ein spiritsure cleansing ritual auf Bali ließ Peter sich zu seinem neuen Ich, Kevani, inspirieren. Yannik muss zugeben, dass der Wochenendtrip ein Loch in die Kasse brennen wird, und lässt durchblicken, dass er als Mann im Haus nicht auf Caros Geld angewiesen sein möchte, die ihm jedoch klarmacht, dass sie ja beide Geld verdienen und dass ihr Geld ebenso hohen Stellenwert besitzt. Tüffi versucht währenddessen bei Kevani vorzufühlen, ob man ihm denn trauen könne. Als Yannik seinen überfüllten Koffer anzuheben versucht, verrenkt er sich den Rücken. Mittels einer Chakren-Massage kann Kevani ihm helfen. Yannik wird durch die Massage jedoch auch erregt und bekommt eine Erektion. Was die Jungs auch für Tipps haben, geht diese nicht zurück. Kevani ist Veganer, was Jackie sehr interessiert und Svenja sagt, dass sie nur noch vegane Schimpfwörter verwendet, und die vegane Ideologie gut findet, jedoch bei sich selbst keinen Bedarf zur Einschränkung sieht. Jackie bekommt von ihrem Schwarm Tüffi Kontaktlinsenflüssigkeit geschenkt, was sie sehr zu schätzen weiß. Kevani kennt die Lösung für das Erektionsproblem. Kaum ist dies gelöst, und die Gruppe zur Hochzeit aufbrechen möchte, verhebt sich auch Sven an dem Koffer. Er verzichtet jedoch vehement auf Kevanis Behandlung.

### Folge 4 (Das Paket)
Caro hat einen enormen Pickel am Kinn. Da der Kühlschrank kaputt ist, hat Caro ihren Vater Jákub um die Reparatur gebeten, der morgen gemeinsam mit ihrer Mutter Marion vorbeikommen wird. Der Paketbote bringt ein Paket für Tüffi, da dieser nicht zuhause ist. Als dieses zu vibrieren beginnt, glaubt Yannik an eine gefährliche Sendung. Caro denkt dagegen an einen Roboter oder Rasierer. Als sie es öffnet, finden beide einen Vibrator und Handschellen vor, wobei sich beide zum „Handschellentest“ entschließen und Yannik an der Duschstange gefesselt wird. Als es an der Tür klingelt stehen Caros Eltern plötzlich heute schon vor der Tür. Es stellt sich heraus, dass Yannik im Bad ist und Caro keine Schlüssel für die Schellen hat. Während sie versucht, die Duschstange abzubauen, möchte Tüffi sein Paket abholen und wird von Marion empfangen. Tüffi fühlt sich wie zuhause, sucht ungeniert nach seinem Paket, und berichtet sehr private Dinge über Yannik und Caro. Beide kommen anschließend gemeinsam aus dem Bad, wobei er noch immer gefesselt ist und Jákub von Caro überredet wird, mit dem Bolzenschneider nachzuhelfen. Nachdem die Eltern weg sind, kommt Tüffi und hat den Schlüssel dabei. Marion kommt noch einmal zurück und drückt Caro unverhofft den Pickel aus.

### Folge 5 (Das May-Fest)
Jackie hat sich als Vertreterin für Pflegeprodukte von Helena May mit dem Starterset ausgestattet. Für 500 Euro hat sie die Just-Human-Reihe dazubekommen und lässt die anderen die Pflegemasken testen. Morgen findet ihr erstes May-Fest statt. Für die Verkaufsparty übt sie nun auch ihre Präsentation. Svenja hat Billig-Unterwäsche im Internet für Sven und sich bestellt, der bei beiden einen Ausschlag verursacht hat, wobei Svenja zunächst glaubte, dass Sven fremdgeht. Yannik möchte 100 Tage Beziehung mit Caro feiern und wollte das Wohnzimmer schmücken. Er hat auch Essen bestellt. Da Caro sich für den Kauf einer Teuren Gesichtsmaske entschied, muss Yannik diese von dem Geld bezahlen, dass eigentlich für die Essenbestellung gedacht war. Nun soll Tüffi die Bestellung abfangen, der zur notwendigen Barzahlung seine Cent-Sammlung heranzieht. Am Ende kommt es doch noch zu einem romantischen Dinner zu zweit, wobei Yannik und Caro zu Meine Art Liebe zu zeigen von Daliah Lavi tanzen.

### Folge 6 (Die Bombe)
Svenja und Sven dürfen übernachten, da bei ihnen eine Bombenentschärfung ansteht. Auch bis morgen soll gesperrt sein. Jackie hat die Party zuvor nicht gut überstanden, ist voll verkatert und versucht die Nacht auf dem Küchenboden zu überstehen. Yannik steht vor dem dritten Anlauf, seinen Führerschein zu machen, und wird von den anderen seines Bettes beraubt. Alle kommen nicht zum Schlafen, bis Tüffi unglücklich verliebt vor der Tür steht, der von seiner Freundin Anita betrogen und verlassen wurde. Als Tüffi Yannik überreden kann, ebenfalls bei ihm übernachten zu dürfen, um nicht allein sein zu müssen, geraten Svenja und Yannik aneinander. Yannik sieht sich plötzlich diversen Vorwürfen ausgesetzt, woraufhin er verärgert die Couch gegen die Badewanne tauscht. Caro nimmt eine Decke mit und legt sich zu ihm in die Wanne, als plötzlich die Feuerwehr klingelt und auch dieses Haus wegen eines weiteren Bombenfundes evakuiert.

### Folge 7 (Der Delfin)
Svenja, Marion und Jackie sind ohne Absprache allein in Yanniks Wohnung. Während Jackie das Bad besetzt, schaut sie in die Wäschetonne und nimmt sich Unterwäsche heraus. Während Yannik und Caro jeweils unbemerkt die Wohnung betreten und ihrer Zweisamkeit freien Lauf lassen, und es kommt zur peinlichen Begegnung. Marion steckt in einer emotionalen Krise, da es bei ihr und Jákub seit Jahren im Bett nicht mehr läuft. Yannik erwischt Yackie beim Wäscheklau und findet heraus, dass sie diese im Internet zu Geld macht. Sie bietet daraufhin gekaufte Austauschwäsche an. Ihr Ziel ist es ihrem Sohn ein Nikolai ein neues Fahrrad zu kaufen. Im Tausch für die Wäsche will Yannik mehr über Caros Ex-Partner wissen. Caro und Svenja versuchen ihre Mutter aufzubauen. Als Caro wissen möchte, was Yannik mit Jackie zu besprechen hatte, steigt Jackie unglücklich in das Gespräch mit Marion ein. Als Yannik erfährt, dass Caro schon einige vor ihm hatte, bekommt er kalte Füße, weil er sie verlassen könnte, woraufhin sie ihm seine ihre Liebe gesteht und ihm die Angst nehmen kann. Marion nimmt sich auf Empfehlung von Jackie einen Dildo mit nach Hause, der eigentlich Tüffi gehört.

### Folge 8 (Der Schichtsalat)
Caro hat ein Wasserschaden zuhause und will bei Yannik für zwei Wochen unterkommen. Yannik freut sich, da er glaubt, sie würde fest bei ihm einziehen. Alle anderen kommen zum Helfen. Caro kommt nicht dazu, die Situation aufzuklären. Svenja überredet Caro den Einzug durchzuziehen. Parallel ist Sven im Gespräch mit Yannik dabei, ihn vom Gegenteil zu überzeugen. Als beide den anderen ihre Entscheidung mitteilen, noch nicht zusammenziehen zu wollen, bricht unter den anderen ein Streit aus. Nachdem beide die Wohnung und die Situation verließen, entschieden sie sich um und beließen es beim Einzug. Überraschenderweise steht kurz darauf Yanniks schwangere Ex-Freundin vor der Tür.

### Folge 9 (Der Pömpel)
Hauke öffnet die Tür als es klingelt und die hoch schwangere Isabella vor der Tür steht. Tüffi, der dazu kommt, erhält einen Umschlag von ihr, wobei sie sagt, das wäre wegen des Babys und Tüffi glaubt, es geht um ihren Embryo, den er für Yanniks Nachwuchs hält, versucht jedoch das zu überspielen. Isabella geht wieder und Caro kommt unerwartet nach Hause, als sie Tüffi und Hauke dabei erwischt, die Wohnung heimlich für ihre Spieleabende zu nutzen. Yannik und Sven geraten parallel aneinander, da Sven nun mit Dave ins Gym geht. In der Wohnung angelangt, finden sie die aufgebaute Spielplatte der Waldemar-Saga auf ihrem Bett vor und erfahren, dass Tüffi bereits seit eineinhalb Jahren heimliche Spieleabende veranstaltet. Alle einigen sich widerwillig, das das Spiel stattfindet und Yannik mit Sven zocken. Svenja und Sven haben nämlich Zoff miteinander, wobei die Mädels nun in der Küche ihr Gespräch unter Frauen abhalten. Sowohl bei den Jungs als auch bei den Mädels kommt raus, dass Yannik und Caro nie streiten, wobei Sven Versöhnungssex vorschlägt, was selbstverständlich Spannungen voraussetzt. In der Küche verriet Svenja, damals etwas mit Hauke gehabt zu haben. Tüffi ist sauer auf Yannik, da er vermutet, dass dieser ihm die Vaterschaft von Isabellas Ungeborenen verheimlichen würde und versucht ihm Gelegenheit zu geben, es auszusprechen. Als die Mädels sich auch im Wohnzimmer platzieren, kommt es zum Flaschendrehen und unter anderem ans Licht, dass Svenja und Hauke etwas miteinander hatten. Tüffi platzt raus, dass Yannik Vater wird, was er nicht abstreitet. Der Versuch sich zu streiten endet abrupt, als Elli und Claudia plötzlich vor der Tür stehen und bekanntgeben, dass Claudia schwanger ist. Der Umschlag den Tüffi von Isabella bekam beinhaltet lediglich die Krankenkassenkarte von Claudia. Isabella sollte natürlich nicht die Überraschung verderben. Yannik wird Bruder und beichtet Caro, nie Sex mit Isabella gehabt zu haben. Der Versöhnungssex fällt aus, da Sven und Svenja das Zimmer aus dem gleichen Grund besetzen.

### Folge 10 (Die Tasse)
Nachdem Caro bei Yannik einzog, finden Sven und Yannik unbekannterweise eine Menstruationstasse im Wasserkocher, was Sven dazu bringt, Yannik darauf hinzuweisen, dass sich Caro in der Wohnung übermäßig breit macht. Svenja und Jackie versuchen auszumisten und Caro bereitet Malerarbeiten im Petrol-Ton vor, was Yannik missfällt. Sven ist auf einem von Dave verordneten Ernährungstrip, woraufhin er sich an feste Essenszeiten mit eiweißreicher Nahrung halten will und nun in der Küche mithilfe der Menstruationstasse Knoblauch schält. Svenja ist sehr gespannt, Karim kennenzulernen, der beim Malern helfen wird. Beim Versuch ein Date mit Jackie zu bekommen, wird Tüffi unglücklich ausgebremst, da sie mit ihrem Sohn Nikolai verabredet ist, wobei er ihn für ihren Freund hält. Caro und Yannik einigen sich, dass nicht in Petrol gestrichen wird, wonach Caro mit der Farbrolle an die Wand fällt, und nun doch gestrichen werden muss.

### Folge 11 (Der Pfeil)
Caro und Yannik haben einen Kinoabend geplant und überlassen Tüffi seine Wohnung für ein Date mit seiner Ex-Freundin Anita. Eigentlich hat Tüffi jedoch gesteigertes Interesse an Jackie, vermutet aber, dass sie ein Date mit Nikolai hat, bis er erfährt des Nikolai ihr Sohn ist. Fest entschlossen Anita endgültig den Laufpass zu geben, verliert er dennoch den Mut. Sven und Svenja möchten ihre Wahl ihrer Trauzeugen feierlich bekanntgeben, woraufhin der Kinoabend ins Wasser fällt. In einem Spiel, Pfeile auf Ballons werfen, sollen die Kandidaten darin enthalte Buchstaben als Namenshinweise vorfinden. Jackie wünscht es sich sehr, gewählt worden zu sein. Während Anita mit Tüffi in der Küche ihr Dinner einnehmen, wird sie durch die platzenden Ballons verängstigt. Anita ist mit den Nerven am Ende und Tüffi steht zwischen den Stühlen sie zugunsten von Jackie nicht vor den Kopf zu stoßen. Er plant nun, Anita dazu zu bringen, mit ihm Schluss zu machen, um so den Spieß mit allen Mitteln umzudrehen. Auf Yannik und Jackie trifft die Trauzeugenwahl und so gewinnt Jackie Motivation, Tüffi nach einem Date zu fragen, wobei es zu einer Eifersuchtsszene im Flur kommt.

### Folge 12 (Der Knubbel)
Caro steht vor einer wichtigen Prüfung und verzichtet in der Lernphase aus Aberglaube auf Sex. Als Caro zur Lerngruppe will, entdeckt sie einen Handwerker, der den Auftrag hat, ein Paketshop-Schild im Hausflur über der Wohnungstür anzubringen. Er lässt sich von seinem Vorhaben jedoch nicht abhalten und besteht auf einen Anruf bei der Hotline, um den Auftrag abzubrechen. Es kommen Paketshopkunden wie auch Tüffi, die natürlich nicht wissen, dass dort kein Laden ist. Svenja vermutet bei Sven Hodenkrebs und möchte ein Vergleichsabtasten mit Yannik organisieren, während Sven Panik vor einem Arztbesuch hat. Der sture Handwerker, der den Auftrag nicht abbricht, fällt von der Leiter und wird erstversorgt.

### Folge 13 (Das Amuse-Geil)
Der Namenstag von Marion wird gefeiert und ein Besuch beim Krimi-Dinner steht an, während alle ein Digital-Detox-Tag einhalten „wollen“. Marion und Jákub lösen eine WC-Havarie aus, wobei nun alle mit der Eindämmung der Havarie beschäftigt werden. Yannik verwettet das Trinkgeld eines halben Jahres an Svenja, da er sich sicher ist, dass sie den Digital-Detox-Tag nicht ohne Handy übersteht, da er selbst die digitalen Theaterkarten ausdrucken muss. Auch Caro muss ihren Mietvertrag bei Yannik dringend drucken und unterschreiben, damit sie versicherungstechnisch wegen des Wasserschadens abgesichert ist, was sich jedoch schwieriger gestaltet als es aussieht. Da Caro Svenja beim Handyspionieren erwischt, erhält sie ihr „Trinkgeld“ als Schweigegeld zurück. Jackie und Tüffi kommen sich in einem romantischen Moment näher. Der Theaterbesuch fällt flach, da alle bereits wissen, dass Jackie im Stück die „Gärtnerin“ (Mörderin) verkörpert und Marions Namenstag gar nicht heute ist.

### Folge 14 (Der Dosenöffner)
Caro verabschiedet sich zur Arbeit, während Yannik in der Wanne sitzt. Heimlich möchte sie jedoch allein ins Kino. Auf der Treppe trifft sie auf Svenja und Sven und wird abgehalten. Yannik schaut in der Wanne Pornos während eine filmende Drohne in die Wohnung fliegt. Natürlich versucht er die Drohne zu erwischen und stürzt, als die anderen die Wohnung betreten. Sven findet den laufenden Laptop und verrät Yannik. Jackie postet ein Foto von Kindern in Badehosen, was deren Mütter erschüttert. Jackie hat den Post zuvor mit Tüffi abgestimmt, der jedoch nicht auf das Motiv achtete. Dennoch ist er bei Jackie unten durch. Sven hat Hodenkrebs, weshalb ihm ein Hoden entfernt wurde. Bei der Wundnachsorge werden Svenja und Sven ebenfalls von der Drohne aufgenommen. Svenja spricht mit Jackie über die Diagnose und die OP, was Sven total missfällt. Bei der „erfolgreichen“ Drohnenjagd fällt diese auf den neuen Wagen von Sven, mit dem er und Svenja gekommen sind.

### Folge 15 (Der Teig)
Caro ist krank und leidet sehr. Sie fleht um ihre Mutter, wobei Yannik sich vorgenommen hat, seine Freundin ohne Marion pflegen zu können. Dies gestaltet sich sehr schwierig. Außerdem hat Svenja ausgerechnet heute angeboten bei Yannik auf das Baby Shawn, das Kind von Isabella Schmidt, aufzupassen. Währenddessen bekommt Claudia Wehen mit Yonas, plante jedoch zuvor einen Kaiserschnitt am 20. April, dem Geburtstag von Adolf Hitler. Erleichterung macht sich breit, da Yonas bereits heute geboren werden wird. Caro fühlt sich immer schlechter und gibt Yannik die Schuld an ihrer Erkältung. Sie leidet derart, dass sie auch die Geburt von Yonas als unwichtiger erachtet. Elli und Claudia trauen Yannik während dessen die Babysitter-Aufgabe nicht zu. Svenja kann diese Zweifel jedoch erfolgreich zerstreuen. Caro und Yannik stellen sich vor, wie es sein wird, zusammen alt geworden zu sein. Als alle aus der Wohnung verschwunden sind, ist Caro mit Baby Shawn allein.

### Folge 16 (Der Nachbar)
Der Junggesellenabschied für Svenja und Sven steht an. Die Jungs sollten eigentlich auswärts feiern. Die Mädels hatten eine Hausparty geplant. Wie so oft kommt alles anders. Sven hat zu viel getrunken und wird von den Jungs zum Ausnüchtern in die Wohnung geschleppt. Somit ist die Bude voll und die Party-Planungen von Jackie gehen in die Brüche. Zu allem Überfluss ist der unbeliebte 90-jährige Nachbar Herr Tilgmüller gestorben, dessen Leichnam ungeplant in der Wohnung „geparkt“ werden muss. Im Leichensack vibriert außerdem mehrfach ein Handy, welches sie jedoch zunächst „klingeln lassen“. Svenja, die einen Stripper als Überraschung im Wohnzimmer vermutet, verwechselt diesen mit dem Bestatter Dave. Sie beginnt ihn zu entkleiden, während der Leichnam sich unbemerkt neben ihnen befindet. Yannik geht später dennoch an das Handy, welches Dave gehört. Als er das Handy weiterreichen will – die anderen haben die Wohnung inzwischen verlassen –, erwischt er Sven und Dave in flagranti im Bad.

### Folge 17 (Die Lücke)
Endlich: Svenja hat ihren „Großen Tag“ und wird Sven heiraten. Caro und Yannik machen sich für die Hochzeit fertig, wobei Caro ihrem Freund im Smoking nicht widerstehen kann. Yannik bekommt ein Déjà-vu, denn es lässt ihn nicht los, seinen Kumpel Sven bei dessen Junggesellenabschied knutschend mit dessen Gym-Buddy Dave erwischt zu haben. Dann taucht auch noch die übernervöse Braut Svenja auf. Als ihre Sitzordnung durch einen Krankheitsfall durcheinander kommt, ist das Chaos perfekt.

### Folge 18 (Das Höschen)
Jackie und Tüffi möchten heute das erste Mal miteinander schlafen. Doch Jackie ist noch nicht bereit – „untenrum“. Yannik wiederum hat eine andere Premiere vor sich – seinen ersten Festivalbesuch. Yannik ist nicht der Naturtyp, der in einem Zelt auf einem Festival übernachtet. Eine Spinne bringt ihn zur Verzweiflung. Svenja und Sven kommen derweil aus ihrem Flitterwochen zurück, die für sie zum „Albtraum“ wurden. Jackie und Tüffi vertagen ihr erstes Mal.

### Folge 19 (Die Bumsbude)
Caro wird am Morgen von einem Baugerüst vor dem Fenster überrascht. Doch das ist erst der Anfang, als plötzlich Svenja mit Wildfremden in ihrer Wohnung steht und sich als Maklerin ausgibt. Als die Wilde Horde ihren Lebensstil kritisieren, ist Caro überzeugt, ihren „unordentlichen“ Lebensstil umgehend ändern und sofort aufräumen zu müssen. Tüffi wird die unliebsame Meute Bewerber los. Sven trifft auf einen alten Bekannten.

### Folge 20 (Das Hummelchen)
Jákup freut sich, dass er wieder gemeinsam mit Marion unterrichten wird. Doch diese Freude kann Marion gar nicht teilen. Auch Caro hat eine Neuigkeit. Sie will ihr Studium abbrechen. Eine Tatsache, die Marion als Mutter und Jákup als Vater wiederum nicht gutheißen werden. Dennoch kommt es dazu, dass Mutter und Tochter einen Plan schmieden, wie sie es Jákup am besten beibringen können. Tüffi ist nervös, denn er wird heute Jackies Sohn Nicolai kennenlernen. Svenja kann mit Yanniks Hochzeitsgeschenk nichts anfangen. Also gibt sie es ihm zurück, wobei er es besser nicht hätte ausprobieren sollen.

### Folge 21 (Das Herz)
Caro und Yannik sitzen mit Halskrausen in der Badewanne. Nach einem Unfall auf dem Rummel beim Autoscooter hat es ihnen der Arzt für einige Stunden verboten zu Schlafen. Caros besorgte Schwester Svenja sieht sich verpflichtet, die Umsetzung der ärztlichen Anweisung zu überwachen. Jackie sorgt sich währenddessen, weil Tüffi verschwunden ist, wobei dieser schlafwandelt, was niemandem bekannt ist. Sven hatte seinen Gym-Buddy Dave geghostet, nachdem beide besoffen auf Svens Junggesellenabschied knutschten. Jetzt treffen sie wieder aufeinander.

### Folge 22 (Der Unfall)
Caro und Yannik haben Sex, als ihr einfällt, dass sie es in letzter Zeit mit der Einnahme der Pille nicht so genau genommen hat. Jetzt braucht sie umgehend die „Pille danach“. Jackie und Tüffi stehen vor der Tür, die Hilfe bei Jackies Start-up brauchen. Als Yannik und Caro zur Notfallapotheke müssen, stehen auch noch Yanniks Mütter Elli und Claudia und Caros Mutter Marion unangemeldet auf der Matte. Tüffi geht für die beiden zur Apotheke, doch dieser bezieht den Bedarf auf sich selbst, sodass er statt der „Pille danach“ unnütze Kondome besorgt.

### Folge 23 (Der Dreier)
Caro muss Yannik beichten, eine Auszeit in Neuseeland als Backpackerin nehmen zu wollen. Da sie allein für ein halbes Jahr auf den Trip gehen möchte, versucht sie einen ungestörten Abend zu organisieren. Als Svenja mit Sven sich vor der Tür Sorgen machen, geben Yannik und Caro vor, nicht zuhause zu sein. Essenslieferantin Smilla ist jedoch zufällig auch in der Wohnung, wobei ihr ein lautstarkes Missgeschick widerfährt. Als Svenja und Sven in die Wohnung zu gelangen versuchen, bricht der Schlüssel ab und die drei sind eingesperrt. Smilla verquatscht sich und Yannik glaubt, Caro möchte sich von ihm trennen.

### Folge 24 (Der QR-Code)
Caro beginnt ihren Work-and-Travel-Trip in Neuseeland und möchte Zeit zu zweit für den Abschied von Yannik. Sie hat ein Geschenk für Yannik, ein Sextoy, mit dem sie sich via Handy „fernsteuern“ können. Unwissend ob dieser Funktion versuchen die Eltern der beiden die App zu testen, womit sie Caro ganz schön „einheizen“. Nach der Trennung von Sven und Svenja zog Sven für sieben Wochen bei Tüffi ein, der sich um den verstörten Sven rührend kümmerte. Es war ausgemacht, dass Sven bei Yannik einzieht, während Caro in Neuseeland sein wird. Es ist Valentinstag und Tüffi schmückt mit Sven das Treppenhaus als Überraschung für Jackie. Die Überraschung glückt, doch besorgt Sven noch die fehlenden Blumen. Sven kommt zu spät, als plötzlich bei Dave die Tür aufgeht. Sven kommt in Erklärungsnöte und verärgert die ganze Familie. Dabei wollte er doch nur helfen.
Ein halbes Jahr später kommt Caro zurück nach Hause. Doch dort liegt nicht Yannik, sondern jemand anderes in ihrem Bett.